# Horn TG
| TG ist das Kürzel für den Kanton Thurgau in der Schweiz. Es wird verwendet, um Verwechslungen mit anderen Einträgen des Namens Horn zu vermeiden. |

Horn ist eine politische Gemeinde und eine Ortschaft im Bezirk Arbon des Schweizer Kantons Thurgau.
Bis 2002 war Horn eine Einheitsgemeinde.

## Geographie
Horn ist der östlichste Ort des Kantons. Als Exklave ist die Gemeinde umgeben vom Kanton St. Gallen. Der Ort wird im Osten von Goldach, im Süden durch Tübach und im Westen durch Steinach begrenzt. Der Bodensee bildet die nördliche Grenze. Die Gemeinde zählt drei Hafenanlagen.

## Geschichte

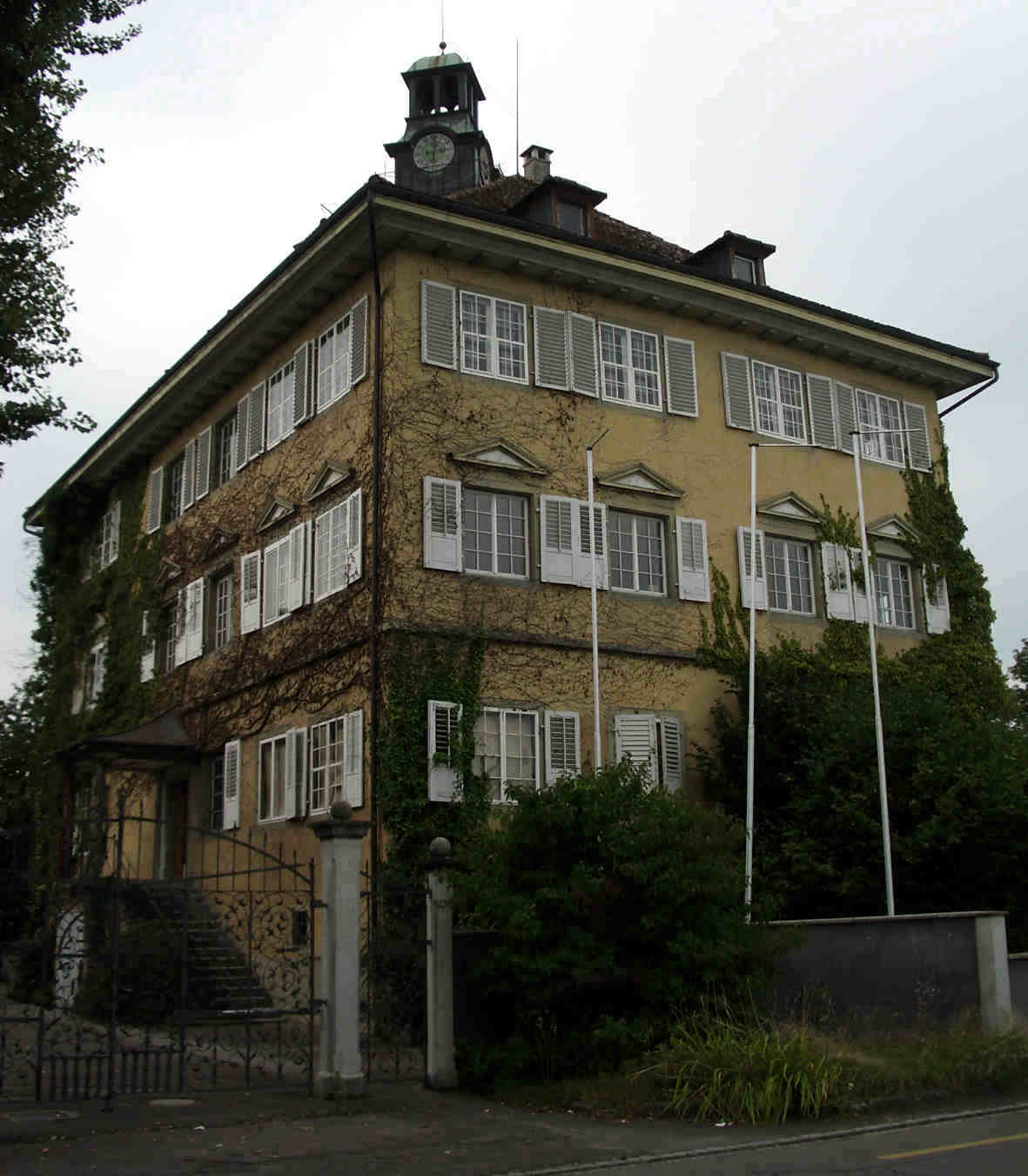
Das Schloss Horn ist Landsitz am Südufer des Bodensees, dessen Kern möglicherweise im späten 16. Jahrhundert errichtet wurde. Ab 1630 bestehen gesicherte Quellen zur Schlossgeschichte.

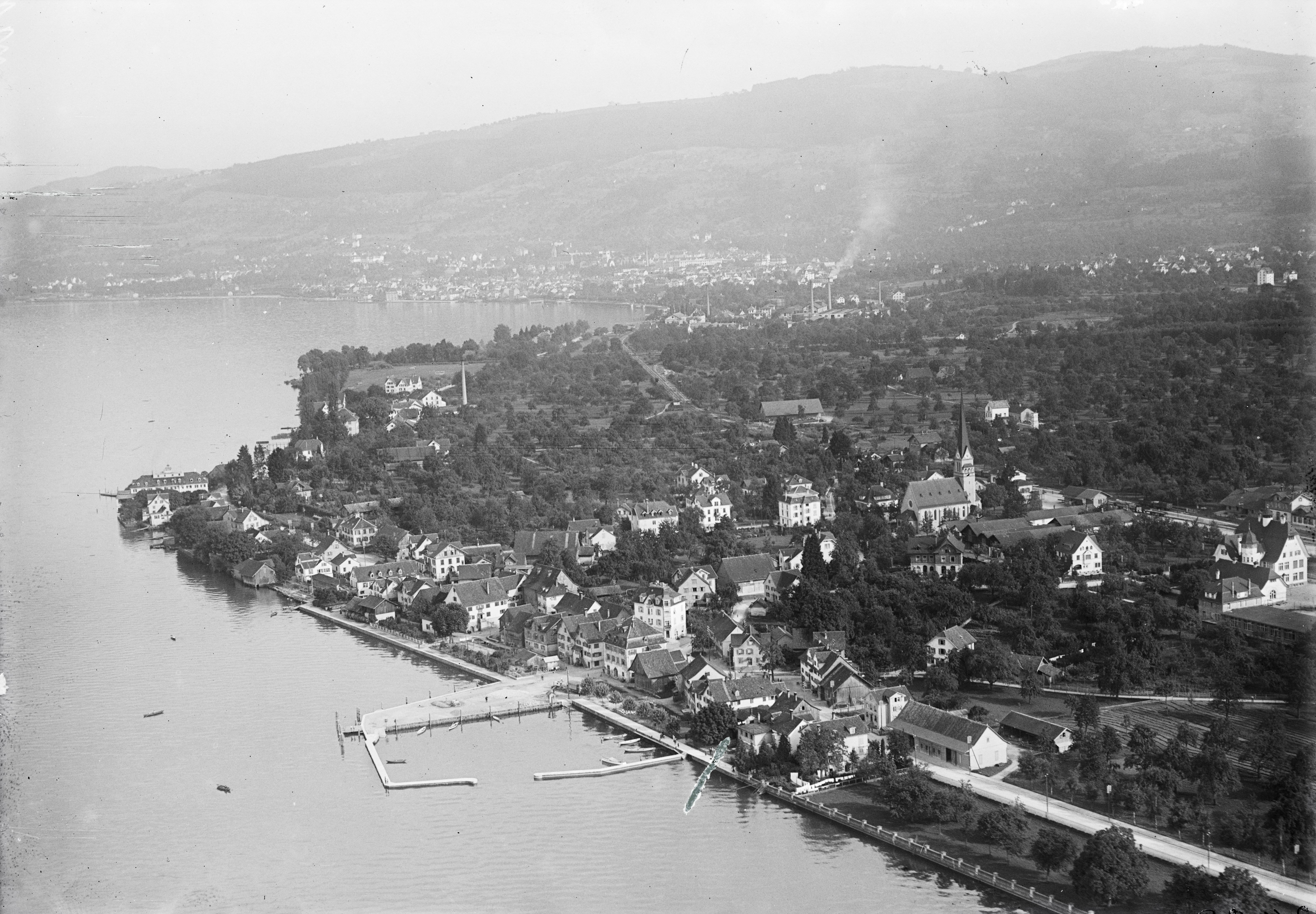
Luftbild von Walter Mittelholzer aus dem Jahr 1923

Der Kehlhof in Horn gehörte wohl schon im 9. Jahrhundert zum Konstanzer Hochstift.
1155 wurde Horn erstmals in einer Urkunde, ausgestellt von Kaiser Friedrich Barbarossa, als Horna erwähnt. In der Urkunde bestätigt der Kaiser bestehende Landrechte des Bischofs von Konstanz.
1449 erwarb das Kloster St. Gallen einige Rechte über Horn, die 1463 Fürstabt Ulrich Rösch
mit dem Konstanzer Bischof Burkhard von Randegg gegen Obergoldach abtauschte,
um sich so einen sicheren Zugang zum unteren Rheintal zu verschaffen.
Die Vogtei Horn gehörte nun zur bischöflich-konstanzischen Obervogtei Arbon und unterstand bis 1798 dem Stadtgericht Arbon, wo der Bischof die Hoch- und Niedergerichtsbarkeit besass.
Nachdem Tübach und Untergoldach bereits seit längerem dem Kloster St. Gallen gehört hatten, gelang es 1490 der Fürstabtei, Steinach zu erwerben. Damit war Horn gänzlich von stift-st.gallischem Gebiet umgeben.
Mit der Schaffung der Helvetischen Republik 1798 sollte Horn dem Kanton Säntis zugeschlagen werden. Der damalige Regierungsstatthalter Ulrich Sauter in Arbon verhinderte dies, und Horn bildete eine eigene Munizipalgemeinde im Kanton Thurgau.
Mit der Mediationsakte von 1803 verlor Horn die Eigenständigkeit, weil das Dorf nicht die in der Verfassung festgelegte notwendige Einwohnerzahl erreichte.
1816 wurde Horn unabhängig von Arbon und wieder selbständig.
Die Verwaltungen der 1816 gebildeten, räumlich identischen Orts- und Munizipalgemeinden Horn wurden 1870 zur Einheitsgemeinde Horn zusammengelegt.
Im kirchlich zur Pfarrei Arbon gehörenden Horn wurde 1877 eine paritätische Kapelle eingerichtet. 1911 entstand die katholische Pfarrei und 1920 die reformierte Kirchgemeinde, deren Kirche 1930 eingeweiht wurde.
Im 19. Jahrhundert dominierten Fischerei, Weberei und Handwerk. Ab 1824 verbesserte sich mit dem Dampfschifffahrtsbetrieb die verkehrstechnische Lage, und Horn warb nun als Bade- und Molkenkurort Bad Horn. Gegen Ende des 19. Jahrhunderts kamen Vieh- und Milchwirtschaft sowie Obstbau auf. Nach der Eröffnung der SBB-Bahnstrecke Romanshorn–Rorschach 1869 liessen sich 1888 die spätere Bleicherei Raduner AG und 1916/17 die Öl- und Speisefettfabrik Sais nieder. Die Industriebetriebe verdrängten um 1920 die Landwirtschaft. 
Nachdem die Raduner AG 1989 und die Ölmühle 2000 ihre Produktion eingestellt haben, bieten in Horn die Unisto AG (Werbemittel) und die Sabo Specialities, Nachfolgerin der Sais, noch Arbeitsplätze im zweiten Wirtschaftssektor an.

## Wappen
Blasonierung: In Weiss ein rotes Widderhorn.
Das redende Wappen in den Farben des Bistums Konstanz wird seit 1927 verwendet.

## Bevölkerung
| Die zur Anzeige dieser Grafik verwendete Erweiterung wurde dauerhaft deaktiviert. Wir arbeiten aktuell daran, diese und weitere betroffene Grafiken auf ein neues Format umzustellen. (Mehr dazu) |

| Jahr      | 1850 | 1900 | 1910 | 1941 | 1970 | 1980 | 1990 | 2000 | 2010 | 2018 | 2023 |
| Einwohner | 403  | 700  | 1065 | 1075 | 2014 | 1909 | 2218 | 2421 | 2599 | 2748 | 3119 |

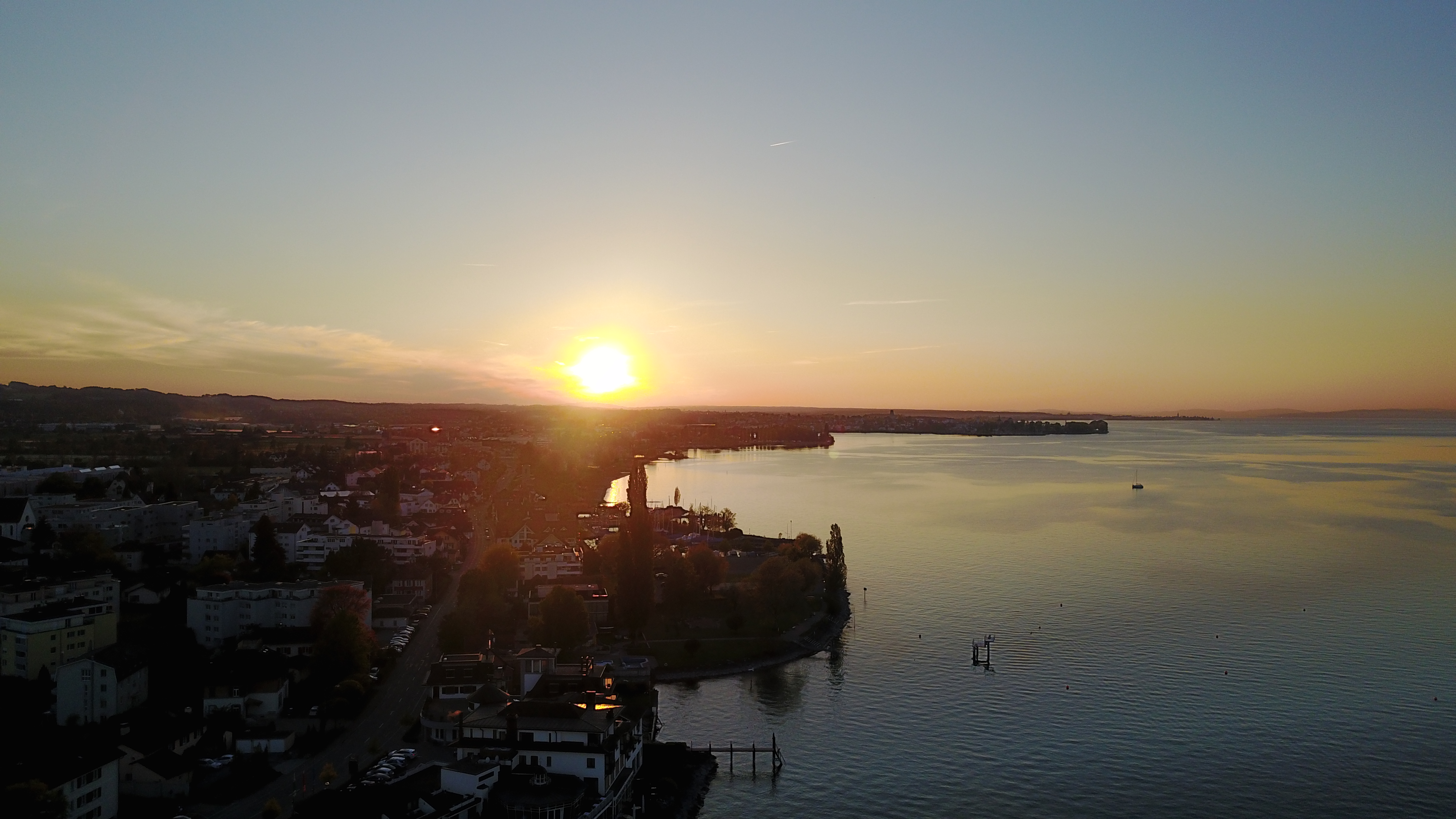
Luftaufnahme von Horn bei Sonnenuntergang

Von den insgesamt 3119 Einwohnern der Gemeinde Horn am 31. Dezember 2023 waren 611 bzw. 19,6 % ausländische Staatsbürger. 664 Personen (21,3 %) waren evangelisch-reformiert und 1066 (34,2 %) römisch-katholisch.

## Wirtschaft
Im Jahr 2016 bot Horn 899 Personen Arbeit (umgerechnet auf Vollzeitstellen). Davon waren 1,3 % in der Land- und Forstwirtschaft, 30,4 % in Industrie, Gewerbe und Bau sowie 68,3 % im Dienstleistungssektor tätig.

## Sehenswürdigkeiten
Das Schloss Horn wurde in der zweiten Hälfte des 16. Jahrhunderts von Bartholomäus Schobinger für das Kloster Ochsenhausen erbaut. Im Jahre 1769 wurde es durch den Bündner General Johann Viktor III. von Travers erworben.

## Persönlichkeiten
- Theo Glinz (1890–1962), Maler, Zeichner, Grafiker, lebte ab 1927 im Schloss Horn
- Rupert Moser (* 1944), emeritierter Professor für Afrikanistik, Kiswahili-Autor
- Beat Consoni (* 1950), Architekt und emeritierter Hochschullehrer